# Frugerès-les-Mines
 Frugerès-les-Mines  es una población y comuna francesa, situada en la región de Auvernia-Ródano-Alpes, departamento de Alto Loira, en el distrito de Brioude y cantón de Auzon.

## Demografía
| 491 | 524 | 564 | 647 | 567 | 498 |
| Para los censos de 1962 a 1999 la población legal corresponde a la población sin duplicidades (Fuente: INSEE [Consultar]) |     |     |     |     |     |